# Ås (stacja kolejowa)
Ås – stacja kolejowa w Ås, w regionie Akershus, w Norwegii, oddalona od Oslo Sentralstasjon o 31,15 km. Leży na wysokości 94,2 m n.p.m.

## Ruch pasażerski
Należy do linii Østfoldbanen. Jest elementem - kolei aglomeracyjnej w Oslo - w systemie SKM ma numer  550.  Obsługuje Spikkestad, Sandvika i Moss. Pociągi odjeżdżają co pół godziny w szczycie i co godzinę poza szczytem.

## Obsługa pasażerów
Wiata, poczekalnia, automat biletowy, parking na 200 miejsc, parking rowerowy, kawiarnia, autobus, kawiarnia, ułatwienia dla niepełnosprawnych, postój taksówek. Odprawa podróżnych odbywa się w pociągu.